# Nuclear Target
Pour plus de détails, voir Fiche technique et Distribution.
Nuclear Target (The Marksman) est un film américain réalisé par Marcus Adams, sorti directement en DVD en 2005.

## Synopsis
Painter est un « Markman », un soldat travaillant pour les forces spéciales américaines. Il est chargé d'une mission secrète : s'emparer d'une centrale nucléaire tchétchène avant que des terroristes ne la fassent exploser. Il pénètre à l'intérieur de la centrale et indique la frappe pour les missiles américains. Il se rend alors compte qu'il a été trompé et que ce sont des missiles, et non des terroristes, qui vont détruire la centrale nucléaire en provoquant un désastre sans précédent, qui anéantira deux puissances mondiales. Il ne lui reste plus qu'à désarmer le réacteur avant l'arrivée des missiles. Une course contre la montre s'engage...

## Fiche technique
- Titre original : The Marksman
- Titre français : Nuclear Target
- Réalisation : Marcus Adams
- Scénario : Travis Spangler, Tyler Spangler, J. S. Cardone et Andy Hurst
- Photographie : Michael Slovis (en)
- Musique : Steve Cook
- Production : Donald Kushner, Pierre Spengler et Andrew Stevens
- Société de production : Andrew Stevens Entertainment et Castel Film Romania
- Pays : États-Unis
- Genre : Action, aventure et thriller
- Durée : 95 minutes
- Dates de sortie : 
  -  États-Unis : 6 septembre 2005
  -  France : 1er novembre 2005

## Distribution
- Wesley Snipes (VF : Thierry Desroses) : Painter
- Emma Samms (VF : Dorothée Jemma) : Amanda Jacks
- William Hope : Jonathan Tensor
- Anthony Warren : Naish
- Tim Abell : Lieutenant Carter
- Peter Youngbood Hills : Hargreaves
- Ryan McCluskey : Rodgers
- Warren Derosa : Orin
- Ian Ashpitel : Major Devro
- Serge Soric : Andrey Flintov